# Кинофестиваль в Жерармере 2001 года
VIII Международный фестиваль фантастических фильмов в Жерармере (Festival de Gerardmer – Fantastic’Arts 8eme edition) проходил в департаменте Вогезы (Франция) с 26 января по 30 января 2001 года. Тема фестиваля этого года «параллельные миры» (Les Mondes Parallèles).

## Жюри
- Ролан Жоффе – президент
- Джульетт Льюис
- Матильда Май
- Фрдерик Безьян
- Ален Шамфор
- Тики Хольгадо
- Жан-Пьер Кальфон
- Серж Лама
- Марк Леви
- Билл Пуллман
- Фредерик Тристан

## Лауреаты
- Гран-при  –  «Влюблённый Тома» (Thomas est amoureux), Франция, Бельгия, 2000, режиссёр режиссёр Пьер-Поль Рендерс
- Приз жюри – «Навязчивый сон» (Chasing Sleep aka Insomnies), США, Канада, Франция, Бельгия, 2000, режиссёр Майкл Уокер
- Приз критики –   «Истории о необычном — специальное издание: Снежная Гора» (Yonimo Kimyo na Monogatari — Tokubetsu-hen, Yukiyama aka Tales of the Unusual — Special Edition, Snow Mountain), Япония, 2000, режиссёры Масаюки Отиаи, Масаюки Судзуки, Мамура Оси, Хисао Огура
- Приз Теле-7 зрительских симпатий за лучший фильм на видео – «Нашествие тараканов» (They Nest), США, 2000, режиссёр Эллори Элкайем
- Приз молодёжного жюри –  «Влюблённый Тома» (Thomas est amoureux), Франция, Бельгия, 2000, режиссёр режиссёр Пьер-Поль Рендерс
- Приз кино-жизнь–   «Влюблённый Тома» (Thomas est amoureux), Франция, 2000, режиссёр режиссёр Пьер-Поль Рендерс